# NGC 1662
NGC 1662 je otvoreni skup u zviježđu Orionu. 

## Vanjske poveznice
- SEDS: NGC 1662